# ハワイ・トリビューン・ヘラルド

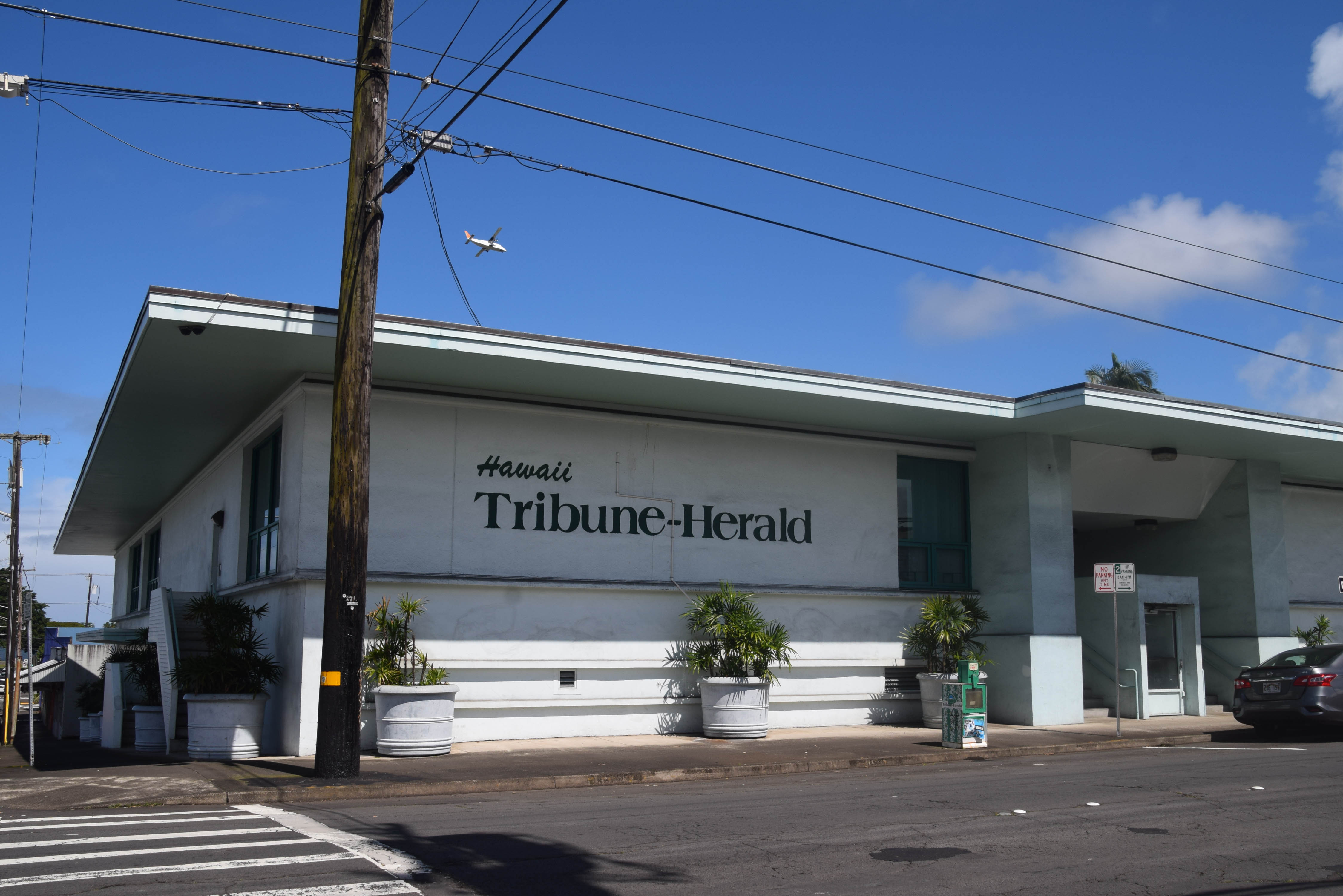
ハワイ・トリビューン・ヘラルド本拠地（ハワイ州ヒロ）

『ハワイ・トリビューン・ヘラルド』紙（英語: Hawaii Tribune-Herald）はアメリカ合衆国ハワイ州のヒロで発行されている日刊英語新聞である。ハワイ島の東海岸でおもに読まれている。
この新聞は、1895年に始まった『ヒロ・トリビューン』紙、1896年に始まった『ハワイ・ヘラルド』紙など、いくつかの新聞が合併してできたもの。1962年には西海岸でも週刊紙を創始して、これは後に『ウェスト・ハワイ・トゥデイ』紙になった。2014年には『ウェスト・ハワイ・トゥデイ』紙と共に、カナダのブラック・プレス配下で『ホノルル・アドバタイザー』紙も発行するOahu Publications, Inc.に売却されている。 